# Astragalus rubtzovii
Astragalus rubtzovii är en ärtväxtart som beskrevs av Antonina Georgievna Borissova. Astragalus rubtzovii ingår i släktet vedlar, och familjen ärtväxter. Inga underarter finns listade i Catalogue of Life.